# Centro botánico de la universidad del Estado de Utah
El Centro botánico de la universidad del Estado de Utah (en inglés: Utah State University Botanical Center) es un centro de educación a distancia dependiente de la Universidad Estatal de Utah (USU), que alberga una zona de vegetación natural de la zona preservada, arboreto y un jardín botánico de 98.37 acres (40 hectáreas) además de granja comunitaria de 12.000 acres. en Kaysville, Utah, Estados Unidos. 
El "Utah State University Botanical Center" es miembro del "Botanic Gardens Conservation Internacional" (BGCI).

## Localización
Utah State University Botanical Center 920 South 50 West P.O. Box 265 Kaysville, Davis county, Utah UT 84037, United States of America-Estados Unidos de América
Planos y vistas satelitales.41°1′9″N 111°56′25″O / 41.01917, -111.94028
- Promedio anual de lluvias: 432 mm.
- Altitud: 1318 m s. n. m.

La entrada es libre.

## Historia
Originalmente ubicado en Farmington, el jardín fue trasladado a su ubicación actual en Kaysville en 1999.
A través de la extensión cooperante de la Universidad Estatal de Utah, el centro ofrece un «The Giving Garden» (Jardín Donante), un granja comunitaria de 12.000 acres de extensión. La finca está mantenida por miembros de la comunidad y todos los productos obtenidos son donados a bancos de alimentos locales.
El centro ofrece una "mercado de los agricultores" a partir de julio hasta octubre, que cuenta con productos de la tierra, los alimentos gourmet y artesanos.
La construcción de la "Utah House" (Casa de Utah), un proyecto de exhibición de una casa eficiente en energía, se completó en el 2003 con un costo de 5 millones de dólares. La casa de 2,300 pies cuadrados, recicla aguas residuales y aguas de escorrentía de lluvia y tiene paredes de fardos de paja. 
Este es primer edificio público con el certificado LEED "LEED Platinum Certified Public Building" en Utah

## Colecciones
Entre las secciones y jardines más característicos destacan:
- Garden View Pavilion (Pabellón de vista al jardín), el pabellón sirve como lugar de reunión de la comunidad. Proporciona acceso a los estanques, senderos y espacios naturales. También sirve como una zona de espera para las actividades y eventos educativos.
- Stokes Ornamental Grass & Iris Garden,
- Rasmussen Teaching Garden (jardín de enseñanza Rasmussen), se encuentra al este del centro de educación Kaysville en la cresta de la colina, el jardín de enseñanza H. Paul y Mary Jane Rasmussen es un ejemplo atractivo de armonización de colores, texturas y conservación del agua en el jardín. Los estudiantes en el programa de horticultura de la USU utilizan el jardín como un aula de clases prácticas donde periódicamente se actualizan las plantaciones.
- Varga Arboretum (Arboreto Varga), con una representación de los árboles característicos del Estado de Utah.
- Pinea Trials Garden,
- Utah House Water Wise Landscape,

## Actividades
El UBC (Centro Botánico de Utah) es el resultado de una visión y colaboración entre la Universidad Estatal de Utah, los organismos públicos de medioambiente, de personas individuales, grupos cívicos, empresas, y alianzas-importantes de fundaciones que están llevando a buen término el UBC compartido.
El Centro Botánico de Utah es el lugar donde el futuro de Utah crece al abordar los temas críticos que enfrenta la gente en el Estado y en toda la zona montañosa del oeste, la creciente urbanización y los suministros limitados de agua, disminución del espacio público y abierto, y una base de recursos cada vez menor para las plantas nativas, la vida silvestre y los humedales. 
A través de talleres, cursos de la Universidad Estatal de Utah y la investigación, áreas de exhibición, eventos comunitarios y la mejora de una importante pesquería urbana, la UBC proporciona información e inspiración que nos pueden guiar hacia un futuro más sostenible.
El La UBC demuestra mediante la práctica los principios de sostenibilidad que pueden reducir significativamente los impactos sobre la tierra y otros recursos valiosos. En sus exhibiciones utilizan productos ecológicos, materiales reciclados, y los paisajes de conservación del agua. Paisajismo sostenible en el hogar, la restauración de humedales, la creación de hábitat, y mejora de la calidad del agua están resaltados en el espacio público abierto.
Si bien la educación y la innovación son algunos de los principales objetivos buscados, también juega un papel de primer orden en las actividades de ocio y el ser para los visitantes un oasis para el alma en medio de un mundo cada vez más ocupado.